# Caserío Santa Marina Haundi

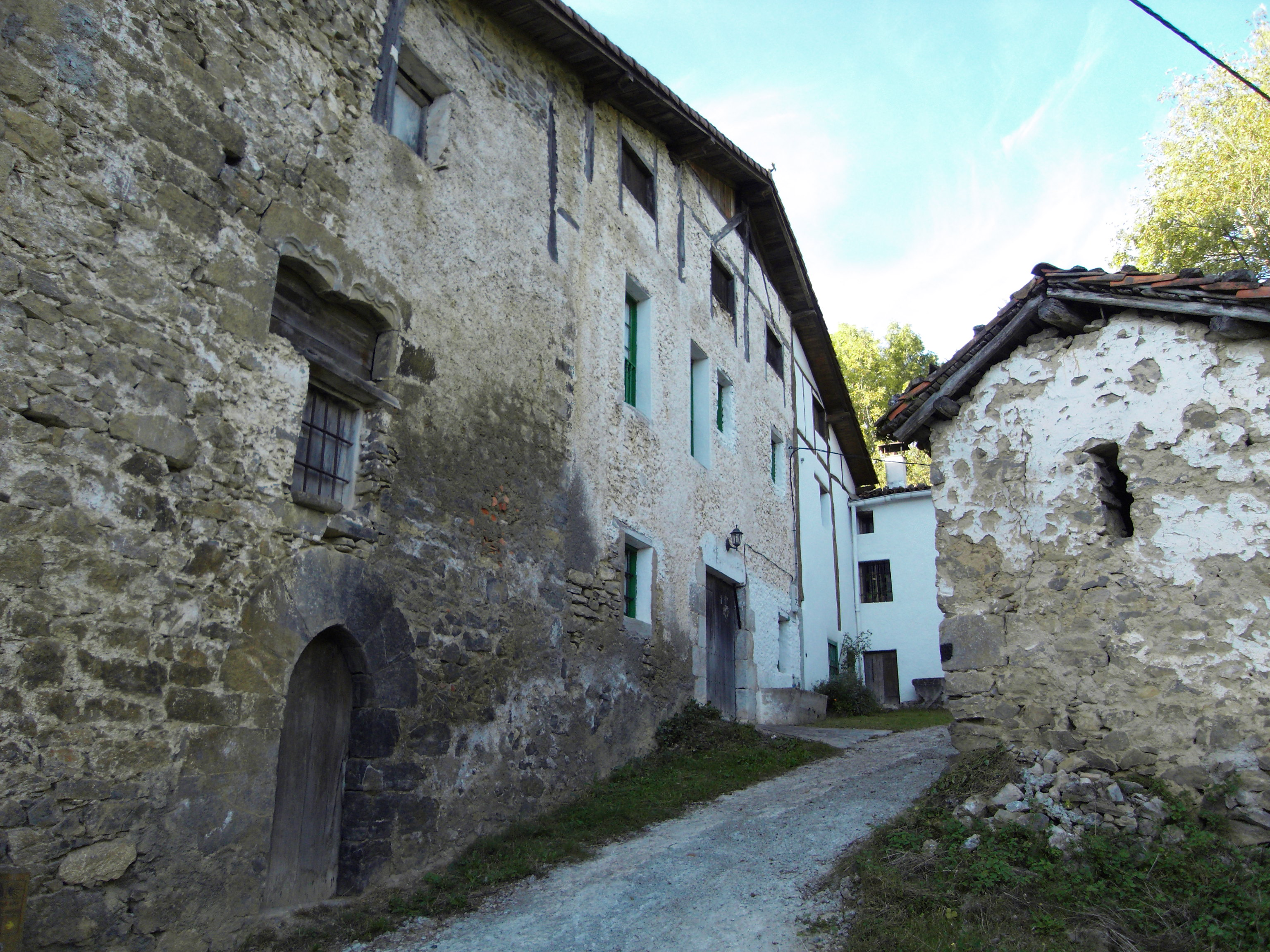
Caserío Santa Marina Haundi

El caserío Santa Marina Haundi, también conocido como casa Santa Marina, hospital, caserío Santamana o caserío Jauregi, es un caserío que se ubica en el pequeño núcleo de Santa Marina del municipio de Albístur (Guipúzcoa, España). El barrio se asienta sobre una mesa en la ladera del monte y domina ampliamente el paisaje, siendo visibles varios municipios del sur de Guipúzcoa.
El caserío se sitúa frente a la iglesia del núcleo, al otro lado del camino; resulta ser un volumen de dimensiones importantes en la escala del barrio, de planta rectangular con mayor fondo que el frente orientado al Este. Cuenta con planta baja, primera y otra bajo cubierta, cubriendo la totalidad de la planta una cubierta a dos aguas desiguales que forman hastial en la fachada principal.
Se trata de un edificio complejo, por cuanto pueden detectarse en él dos partes bien diferenciadas adosadas entre sí: por una parte una suerte de cuerpo a modo de restos de lo que pudo ser un palacio rural en el que pueden verse huecos ojivales propios, como mucho del primer cuarto del siglo XVI mezclados con otros propios de 20 o 25 años más tarde; por otra, un caserío propiamente dicho, tipológicamente hablando, cuya factura parece propia de las últimas décadas del mismo siglo XVI o primeras del XVII pero que contiene elementos más propios de la primera mitad del siglo XVI, y que resulta no ser simétrico, pues cuenta con tres crujías en el lateral izquierdo y dos en el derecho, lado por el que se adosa al primero de los cuerpos referidos. Además resulta claramente apreciable que, al margen de numerosas actuaciones puntuales de dudoso sentido para la apertura de huecos, el caserío sufrió una fuerte refacción que afecto principalmente a la fachada principal, en la que se desmontaron parte de los arriostramientos del entramado de madera que constituía su fachada principal para proceder a macizar ésta y abrir nuevos huecos.
Se sabe documentalmente que la casa Santa Marina sufrió un incendio en 1580 y que se contrató al carpintero Juan de Ayzalde como contratista para su reconstrucción. Tal carpintero ejecutó una buena labor construyendo una estructura de 5 crujías dispuestas en fondo merced a sendos pórticos construidos a base de postes enterizos de madera, así mismo debió de contar con buenos canteros dado el fantástico porte de la fábrica de sillarejo en que están construidas las plantas bajas de las fachadas lateral derecha y trasera, fábrica más propia de los mejores caseríos de la primera mitad del siglo XVI en las que intervinieron maestros canteros provenientes de la Picardía.